# 协比乃尔布呼镇
协比乃尔布呼镇（維吾爾語：شەلمىربوخ بازىرى‎，拉丁维文：Shelmirbox Baziri），是中华人民共和国新疆维吾尔自治区巴音郭楞蒙古自治州和静县下辖的一个乡镇级行政单位。
2016年11月20日，新疆维吾尔自治区人民政府批复同意撤销协比乃尔布呼乡建制，设立协比乃尔布呼镇。

## 行政区划
协比乃尔布呼镇下辖以下地区：
协比乃尔布呼村和查汗才开村。